# トーマス・ライト (ロックマンシリーズ)
トーマス・ライト（Thomas Right）とは、カプコンのコンピューターゲーム「ロックマンシリーズ」および「ロックマンXシリーズ」に登場する架空の科学者。通称「Dr.ライト」。

## 人物紹介

### 生い立ち
ローバート工科大学工学部電子工学科を首席で卒業するほどの優秀な頭脳の持ち主で、卒業後は、平和利用のための人型ロボット開発の研究に没頭。後に主流となる全ての人型ロボットの基礎を作り上げ、「ロボット工学の父」と呼ばれるまでの伝説的な科学者となる。
性格は穏和だが極めてお人好しでもあり、『ロックマン3』のストーリーではそれが災いして、ワイリーに気を許しすぎた結果、平和利用のための共同開発ロボ「ガンマ」を奪われる結果となってしまったこともある。また、『ロックマン&フォルテ』や『ロックマン10』ではワイリーが、自身が原因になったという災害に巻き込まれて逃げ込んできた際、被害者だと信じ切って彼の思惑通りに動いてしまった。趣味は家庭用コンピューターゲーム。好きなことはインターネット、嫌いなことは暴力。
長年の研究の結果、自分の意志で考え行動する試作型の人型ロボット「DRN-000ブルース」を生み出すことに成功するが、動力炉に問題点があったためにライト博士は彼の修理を行おうとした。しかし、誤解の末にブルースは姿を消してしまい、次にライトがブルースと再会した際には、ワイリーの改造によってブルースは戦闘用ロボットへと変わっていた。なお、ブルースの存在は非公開となっている。
ブルースが姿を消してから数年後、ライトの手によって本格的な家庭作業用の人型ロボット「DRN-001ロック」と「DRN-002ロール」が誕生。彼ら2体の優秀な成果によって、世界中のロボット工学界に革命をもたらすことになり、その後ライトは様々な作業用ロボットを生み出していくことになる。
『9』においてワイリーのシンボルマークとよく似た、「○」に「Dr.」と「R（海外版はL）」を組み合わせたデザイン画が登場した。なお、『3』ではワイリーのシンボルマークにRを組み合わせた共同開発のマークが登場している。
『ロックマン』開発段階でのキャラクターデザインはサンタクロースをモチーフとしてデザインが煮詰められた。

### 功績
- LITマニュアル・デザイン・コンテスト：4年連続優勝[1]
- 世界技術大賞：金賞受賞[1]
- ノーブル物理学賞受賞[1][4]

### ロックマンシリーズ
ロックとロールの完成から数年後、新たに6体（『ロックマンロックマン』では8体）の作業用ロボットが生まれ、彼らは日々人々の役に立つため、作業活動を行っていた。
しかしある日、彼らは突如暴走を始め各地で暴れ回り、ロボット警察や軍隊にも手に負えない事態にまで発展してしまう。頭を抱えるライトに、彼が息子のように可愛がっていた家庭用ロボットであるロックが自らを戦闘用ロボットに改造して欲しいと志願。当然、反対するライトであったが、改造してもらわなくても行くと言い出すロックに、止む無く戦闘用ロボットとしての改造を施す。この改造の結果誕生したのがロックマンである。
ロックマンの活躍によって、今回の暴走事件がかつての学友でもあるDr.ワイリーの仕組んだ物であることが判明し、最終的にはロボットたちを操っていた巨大要塞「ツイン・ピラミッド」が破壊され、事件は解決したかに思われた。しかしその後もワイリーは自作したロボット軍団を用いての世界征服の野望を諦めずにしぶとく抵抗を続けたため、ライトとワイリーの対立はより苛烈なものとなっていく。

### ロックマンXシリーズ
ロボット工学の父とよばれる伝説的な科学者と伝えられている。
謎のカプセルに立体映像として現れ、エックスにパワーアップパーツを授ける。『ロックマンX』のプロローグや『イレギュラーハンターX』収録のOVAから、エックスの製作者は彼であるとされている。人間としては既に故人なのだが、エックスの現状を理解している上にエックスやゼロと会話をしていることから、ただ立体映像付きのビデオを流しているのではなく、意識だけがコンピュータプログラムとなって生き続けているようである。波動拳や昇龍拳を体得し、エックスにこれらの技を教える際には『ストリートファイター』シリーズのリュウのような格好をしている。
エックスの封印されていたカプセルの警告文から、ロックマンが活躍していた頃には数々の功績を挙げた彼だが、晩年は高等すぎる技術が誰にも理解されず孤独であり、エックスを制作している段階では既にロックマンやロール、ライトットなど家族ともいえる者たちはいなかったと窺える。エイリアはライト博士の作ったパワーアップパーツのコピー（『X5』のフォースアーマーと『X6』のファルコンアーマー）を試みたが結局は劣化コピーしか作れず、ケイン博士も完全にエックスのスペックを解析できなかった。
エックスは最初から戦闘用ロボットとして製作されており、戦う彼に対するサポートを惜しまないが、やはりロックマンたちにかなえてやれなかった平和な生活をエックスに送ってほしかったと思っているようである。エックスの親友であるゼロがワイリーの忘れ形見であることに気がついているようで、『X6』ではゼロ自身からそのことで問い質されたことがあるものの、あくまでゼロの詳細は知らないと言い、エックスの友でいてほしいと願っている。
『X DiVE』では、全身生身の体と武道着の姿研究道の至境・Dr.ライトの名称で登場し、2022年6月8日にDiVEフェス限定ガチャでのみ実装された。『ロックマンX』でエックスが条件を満たして使用できる「波動拳」をモチーフした「超工学拳」と再度発動することで目標の敵に瞬間移動して「旋風脚」を放つ「修行の末会得した技」、目標の敵に向けて突進しダメージを与える「鍛えに鍛えた拳」のアクティブスキルを持つ。

## 登場作品

### ロックマンシリーズ

#### ナンバリング作品
- ロックマン（FC）（PS）（iアプリ）（EZアプリ）（S!アプリ）
- ロックマン2 Dr.ワイリーの謎（FC）（PS）（iアプリ）（EZアプリ）（S!アプリ）
- ロックマン3 Dr.ワイリーの最期!?（FC）（PS）（iアプリ）（EZアプリ）（S!アプリ）
- ロックマン4 新たなる野望!!（FC）（PS）（iアプリ）（EZアプリ）（S!アプリ）
- ロックマン5 ブルースの罠!?（FC）（PS）（iアプリ）
- ロックマン6 史上最大の戦い!!（FC）（PS）
- ロックマン7 宿命の対決!（SFC ※ニンテンドウパワーもあり）
- ロックマン8 メタルヒーローズ（PS）（SS）
- ロックマン9 野望の復活!!
- ロックマン10 宇宙からの脅威!!
- ロックマン11 運命の歯車!!

#### 番外作品など
- ロックマンワールド4（GB）
- ロックマンワールド5（GB）
- ロックマンメガワールド（メガドライブ）
- ロックマン&フォルテ（SFC）（GBA）
- ロックマン&フォルテ 未来からの挑戦者（WS）
- ワイリー&ライトのロックボード ザッツ☆パラダイス（FC）
- ロックマンズサッカー（SFC）
- ロックマン バトル&チェイス（PS）
- スーパーアドベンチャーロックマン（PS）
- ロックマン・ザ・パワーバトル（アーケードゲーム）
- ロックマン2・ザ・パワーファイターズ（アーケードゲーム）
- ロックマン バトル&ファイターズ（ネオジオポケット）
- ロックマン パワーバトルファイターズ（PS2）
- ロックマンロックマン（PSP）

### ロックマンXシリーズ
- ロックマンX（SFC）（1993年）
- ロックマンX2（SFC）（1994年）
- ロックマンX3（SFC、PS、SS）（1995年、1996年）
- ロックマンX4（PS、BEST、SS、サタコレ）（1997年。BEST、サタコレは1998年）
- ロックマンX5（PS、best）（2000年、2002年）
- ロックマンX6（PS、best）（2001年、2002年）
- ロックマンX7（PS2）（2003年）
- ロックマンX8（PS2、PC）（2005年）
- ロックマンX サイバーミッション（GB）（2000年）
- ロックマンX2 ソウルイレイザー（GBC）（2001年）
- イレギュラーハンターX（PSP）（2005年）
- ロックマンX DiVE（iOS 10以上、Android 6.0以上）（2020年）

## 担当声優
飯塚昭三
ロックマン8 メタルヒーローズ
ロックマン バトル&チェイス
スーパーアドベンチャーロックマン
ロックマン10 イメージサウンドトラック
飛田展男
ロックマン11 運命の歯車!!
神山卓三
ロックマン危機一髪
中博史
ロックマン 星に願いを
ロックマン 未来が危ない
石森達幸
ロックマン2・ザ・パワーファイターズ
麻生智久
イレギュラーハンターX
ロックマンロックマン
佐々山洋一
ロックマンX8
ランドール・ウィーブ
ロックマンX8（英語音声）
イレギュラーハンターX（海外版）
ロックマンロックマン（海外版）
ダグ・ストーン
ロックマン11 運命の歯車!!（英語音声）
マイケル・ミスラヴ
マーベル VS. カプコン:インフィニット